# 路河镇
路河乡，是中华人民共和国河南省商丘市睢阳区下辖的一个乡镇级行政单位。

## 行政区划
路河乡下辖以下地区：
路河村、谢营村、马庄村、蒋庄村、刘乔村、烟庄村、刘老家村、青岗寺村、熊楼村、郑庄村、大史楼村、李瓦房村、刘坟村、田营村、刘庄村、李汉楼村、李吉元村、宋营村、侯小元村、大元子村、李各村、李楼村、范娄村、周坟村、魏湾村和贺元村。